# Софія Г’юбліц
Софія Г'юбліц (англ. Sofia Hublitz; нар. 1 червня 1999, Вірджинія, США) — американська акторка. Найбільш відома за роллю Шарлотти Бьорд у кримінально-драматичному телесеріалі «Озарк» (2017—дотепер) від Netflix. 

## Ранні роки
Г'юбліц народилася 1 червня 1999 року в Ричмонді, Вірджинія. У віці семи років вона переїхала до Нью-Йорку. Г'юбліц зв’язалася з кіноіндустрією через свою маму, яка була артдиректором на телебаченні й свого хрещеного батька, який працював бригадиром техніків. Через це вона в ранньому віці познайомилася з процесом виробництва фільмів.

## Кар’єра
Г'юбліц вперше з’явилася на телебаченні у 2013 році як учасниця реаліті-шоу «МастерШеф. Діти», де посіла восьме місце. Одного разу впродовж шоу вона плакала через допущену помилку в одному із завдань, але Гордон Рамзі підбадьорив її й допоміг переробити завдання.
У 2014 році, у віці чотирнадцяти років, Г'юбліц одержала свою першу акторську роль Даніелли Гоффман у двох епізодах телесеріалу Луї Сі Кея «Луї». У 2016 році вона зіграла юну Сільвію в одному епізоді вебсеріалу «Горас і Піт». З 2017 року Г'юбліц грає роль Шарлотти Бьорд — дочки протагоністів Мартіна і Венді Бьордів, у кримінально-драматичному серіалі «Озарк» від Netflix.

## Фільмографія
| Рік       |    | Українська назва | Оригінальна назва   | Роль            |
| --------- | -- | ---------------- | ------------------- | --------------- |
| 2013      | с  | МастерШеф. Діти  | MasterChef Junior   | сама себе       |
| 2014      | с  | Луї              | Louie               | Даніель Гоффман |
| 2016      | с  | Горас та Піт     | Horace and Pete     | юна Сильвія     |
| 2017—2022 | с  | Озарк            | Ozark               | Шарлотта Бьорд  |
| 2020      | ф  | Що ламає лід     | What Breaks the Ice | Семмі           |
| 2021      | ф  | Іда Ред          | Ida Red             | Дарла Вокер     |
| 2024      | кф |                  | Taxon               | стилістка       |
| 2024      | кф |                  | Brain Freeze        | Керрі           |